# لنا عبد الرحمن
لنا عبد الرحمن (1975-)، كاتِبَة لبنانية تَعيش في القاهرة. دَرَسَت في الجامعة اللبنانية في بيروت والجامعة الأمريكية في القاهرة، تَعمَل كَصحفِيَّة وألَّفَت ست روايات ومجموعتين من القصص القصيرة. وفي عام 2009، تم اختيارها من ضمن ثمانية مُشارِكين في الحَفل الافتتاحي لحَلقة «عمل الكتاب»، ونَشَرَت مُقتَطَفات من روايتها الأخيرة لأغنية مارغريت في مُختارات النَّدوة تَحت عُنوان «رسائل إلى يان أندريا». وصلت روايتها «ثلج القاهرة» إلى القائمة الطويلة لجائزة الشيخ زايد للكتاب.

## السيرة الشخصية
حصلت لنا عبد الرحمن على ليسانس من قسم اللغة العربية من جامعة بيروت عام 1997، وحصلت على الماجستير في الدراسات الأدبية من قسم اللغة العربية عام 2007، وعلى الدكتوراه عن موضوع السيرة الذاتية في الرواية النسائية اللبنانية عام 2010. تعمل في الصحافة الثقافية منذ عام 2000، وعملت في عدد من الصحف العربية مثل: السفير، والقدس العربي، وأخبار الأدب، والبيان، والحياة. عملت في جريدة الكفاح العربي في بيروت من عام 2001 إلى عام 2003. تعمل حاليًا نائب رئيس التحرير جريدة صوت البلد المصرية، ورئيس تحرير موقع نقطة ضوء، وهو موقع ثقافي إلكتروني. صدرت أول رواية لها عام 2006 بعنوان «حدائق السراب». تقيم في مصر، عضو نقابة الصحفيين المصريين، وعضو اتحاد الصحفيين العرب، وعضو اتحاد كتاب مصر، وعضو نادي القصة بالقاهرة.

## المؤلفات

### قصص
- أوهام شرقية (قصص)، وكالة الصحافة العربية، القاهرة، 2003.
- الموتى لا يكذبون (قصص)، وكالة الصحافة العربية، القاهرة، 2005. طبعة إلكترونية: المنهل للنشر الإلكتروني، 111 صفحة، 2020.[5]
- صندوق كرتوني يشبه الحياة، الهيئة المصرية العامة للكتاب، 2017.[6]

### روايات
- حدائق السراب، الدار العربية للعلوم ناشرون، بيروت، 120 صفحة، 2006.[7]

- تلامس، الدار العربية للعلوم ناشرون، بيروت، 2008. طبعة إلكترونية: المنهل للنشر الإلكتروني، 172 صفحة، 2018.[8]

- أغنية لمارغريت، الدار العربية للعلوم ناشرون، بيروت، 2011. طبعة إلكترونية: المنهل للنشر الإلكتروني، 129 صفحة، 2018.[9]

- ثلج القاهرة، دار آفاق للنشر والتوزيع، القاهرة، 2013. طبعة إلكترونية: المنهل للنشر الإلكتروني، 189 صفحة، 2018.[10]

- قيد الدرس، دار الآداب للنشر والتوزيع، بيروت، 231 صفحة، (ردمك 9789953895086)، 2016.[11] طبعة ثانية: وكالة الصحافة العربية، القاهرة، 2021.[12]
- بودابار، منشورات ضفاف - دار الاختلاف، 168 صفحة، (ردمك 9786140218529)، 2020.[13]

### دراسات نقدية
- شاطئ آخر (قراءات نقدية في الرواية العربية)، 2002. طبعة إلكترونية: المنهل للنشر الإلكتروني، 216 صفحة، 2019.[14]
- نظرة أخرى الروائي والمخيلة والسرد، الهيئة العامة لقصور الثقافة، وزارة الثقافة، 161 صفحة، (ردمك 9789779212739، وردمك 9779212736)، 2017.[15]
- مدار الحكايات.. مقالات عن روايات عربية، وكالة الصحافة العربية، 140 صفحة. طبعة إلكترونية: المنهل للنشر الإلكتروني، 230 صفحة، 2019.[16]
- متعة السرد والحكايا: إضاءة على روايات عالمية، المنهل للنشر الإلكتروني، 151 صفحة، 2020.[17]

### الترجمة
- لافينيا لأورسولا لي غوين، الهيئة المصرية العامة للكتاب، 416 صفحة، (ردمك 0151014248، وردمك 9789774217701)، 2011.